# Palaui lappantyú
A palaui lappantyú (Caprimulgus phalaena) a madarak (Aves) osztályának a lappantyúalakúak (Caprimulgiformes) rendjéhez, ezen belül a lappantyúfélék (Caprimulgidae) családjához tartozó faj.

## Rendszerezése
A fajt Gustav Hartlaub és Otto Finsch írták le 1872-ben. Sorolták a dzsungellappantyú (Caprimulgus indicus) alfajaként Caprimulgus indicus phalaena néven is.

## Előfordulása
A Csendes-óceán nyugati részén, a Karolina-szigetekhez tartozó Palau szigetén honos. Természetes élőhelyei a szubtrópusi vagy trópusi síkvidéki esőerdők és mangroveerdők. Állandó, nem vonuló faj.

## Megjelenése
Testhossza 21-23 centiméter.

## Életmódja
Valószínűleg ízeltlábúakkal táplálkozik.

## Természetvédelmi helyzete
Az elterjedési területe kicsi, egyedszáma is kicsi, 1000–2499 példány közötti, viszont stabil. A Természetvédelmi Világszövetség Vörös listáján mérsékelten fenyegetett fajként szerepel.